# حسن شاكر حماد
حسن شاكر حماد (1870–1942) سياسي فلسطيني، وُلد في مدينة طولكرم الفلسطينية، يعد من أبرز رجالات الحركة الوطنية الفلسطينية في القرن العشرين، ومن رواد الحركة القومية العربية، وأحد طلائع رجال النهضة العربية، وهو مؤسس جامعة النجاح الوطنية، ومن القيادات الفلسطينية في كل من «حزب اللامركزية الإدارية» و«حزب الحرية والائتلاف»، وكان عضوًا منتخبًا في مجلس عموم ولاية بيروت.

## نشأته وتحصيله العلمي
وُلد حسن شاكر حماد في مدينة طولكرم بفلسطين عام 1870، تلقى تعليمه في مدارس مدينته طولكرم، كما تتلمذ في مدينة طولكرم على يد عدد من العلماء والمشايخ في اللغة والفقه، وأتقن اللغة التركية العثمانية إلى جانب معرفته باللغة الفرنسية واللغة الفارسية، كما طالع القوانين الإدارية السائدة في ذلك الزمن.

## حياته السياسية ومناصبه
بدأ حسن حماد حياته السياسية والعملية رئيسًا لكتاب دائرة الأراضي بفلسطين، كما تولى نيابة رئاسة لجنة المعارف وعمل على توسيع نشاطها، وأسس في فلسطين أول مدرسة حضانة للأطفال هي الأولى من نوعها في الدولة العثمانية، وقد جلب لها خصيصًا معلمات من لبنان، كما أوصى بفرض «ضريبة المعارف» على السكان بهدف تطوير الحركة التعليمية، فأخذت الحكومة العثمانية بتوصيته وطبقتها في جميع أنحاء البلاد.
أصبح حسن حماد عام 1913 رئيسًا لبلدية نابلس حيث استمر في ذلك حتى عام 1915، وقد جرى في عهده عام 1914 تطوير المستشفى الوطني الحكومي، كما انتخب عضوًا في مجلس عموم ولاية بيروت، ثم انتمى إلى «حزب اللامركزية الإدارية» و«حزب الحرية والائتلاف»، وكان من أوائل من دعوا للاعتراف باللغة العربية كلغة رسمية في الدولة العثمانية إلى جانب اللغة التركية.
اختاره حزب اللامركزية الإدارية برفقة صديقه سعيد الكرمي كمعتمدًا للحزب في فلسطين، فأصدر جمال باشا بتاريخ 30 يوليو 1915 حكمًا بالإعدام عليه، كما أصدر جمال باشا قرارًا باعتقال كافة أعضاء حزب اللامركزية الإدارية وأبلغ ذويهم بأن الإفراج عنهم مرهون بتسليم حسن حماد نفسه، فما كان من حسن حماد إلا أن توجه إلى بيروت بتاريخ 20 أغسطس 1915 ليسلم نفسه؛ لكنه تراجع عن ذلك بعد أن لاحظ عملية نصب المشانق، فأيقن بأن جمال باشا يكذب عليه ويحاول الإيقاع به، فهرب إلى دمشق حيث اختفى هناك عند أحد أصدقائه.
بعد انتهاء حكم جمال باشا، وبوساطة من مفتي الجيش الشيخ عبد القادر المظفر؛ فقد صدر العفو عن حسن حماد، وعاد إلى فلسطين في أعقاب ذلك، وأسس عام 1918 جامعة النجاح الوطنية حيث قام بدعوة عدد من رجالات فلسطين لتأسيسها تحت اسم "مدرسة
النجاح الوطنية".
خلال حياته فقد كان حسن حماد عضوًا في كل من «الجمعية الإسلامية المسيحية الوطنية الفلسطينية» و«الجمعية العلمية العربية»، كما شارك بتاريخ 8 سبتمبر 1937 في المؤتمر العربي القومي في بلودان أو ما عرف باسم «مؤتمر بلودان»، حيث كان أحد أعضاء المؤتمر.

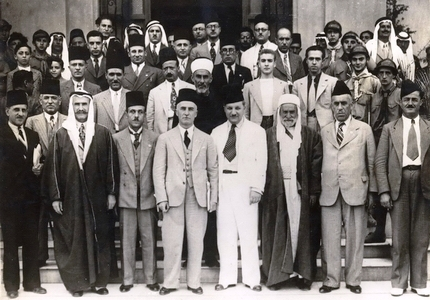
أعضاء مؤتمر بلودان وبينهم حسن حماد، 1937.

## وفاته
توفي حسن حماد في مدينة نابلس عام 1942، عن عمر ناهز 72 عامًا.